# Йезава
Йезава (также: Есавец, Ессава; серб. Језава) — река в Сербии, правый приток Дуная. Длина реки составляет 37,7 км, площадь водосборного бассейна — 660 км².
До 1897 году являлась рукавом реки Морава, но затем была отделена от неё насыпью.
Йезава берёт своё начало в центральной Сербии у населённого пункта Сараорци. Течёт в северном направлении. Впадает в Дунай в черте города Смедерево.
Река принадлежит к бассейну Чёрного моря. Йезава не судоходна.
Осенне-зимнее половодье приводит к существенному повышению уровню воды в реке.